# Xiaomi Mi 9
O Xiaomi Mi 9 é um telemóvel topo de gama desenvolvido pela Xiaomi Inc. Foi anunciado em fevereiro de 2019 e lançado em março de 2019.

## Especificações

### Hardware
O Xiaomi Mi 9 é equipado com o processador Qualcomm Snapdragon 855, com 6 GB ou 8 GB de RAM LPDDRA4X e a GPU Adreno 640 GPU. Tem um ecrã completo Samsung AMOLED de 6,39 polegadas, com uma resolução FHD+ 2340 x 1080. As opções de armazenamento incluem 64GB ou 128GB. O dispositivo tem um sensor de impressões digitais sob a parte inferior do ecrã. O Mi 9 possui uma câmara tripla, com um sensor ultra grande angular de 48MP, um sensor ultra grande angular de 16MP e um sensor telefoto de 12MP. A câmara frontal tem um sensor de 20 MP com uma abertura f/2.0. Sua bateria de 3300 mAh com conetor USB-C que é reversível permitindo o Fast Charge 4.0+.
Por fora, exibe um entalhe menor e novas cores com efeito gradiente, com Gorilla Glass 6 na frente, Gorilla Glass 5 na parte traseira e uma moldura de alumínio. Ele não possui um conetor de áudio analógico de 3,5 mm, mas vem com um adaptador USB-C da mesma função.
A variante "Explorer" tem opções superiores de RAM e armazenamento. A parte traseira transparente, tem uma lente 7P com uma abertura f/1.5 no sensor principal, apenas nos modelos com 12GB de RAM

### Software
Usa o Android 9.0 com a camada de personalização MIUI 10, mas pode ser atualizado para o Android 10 e MIUI 11.